# Henri Krasucki

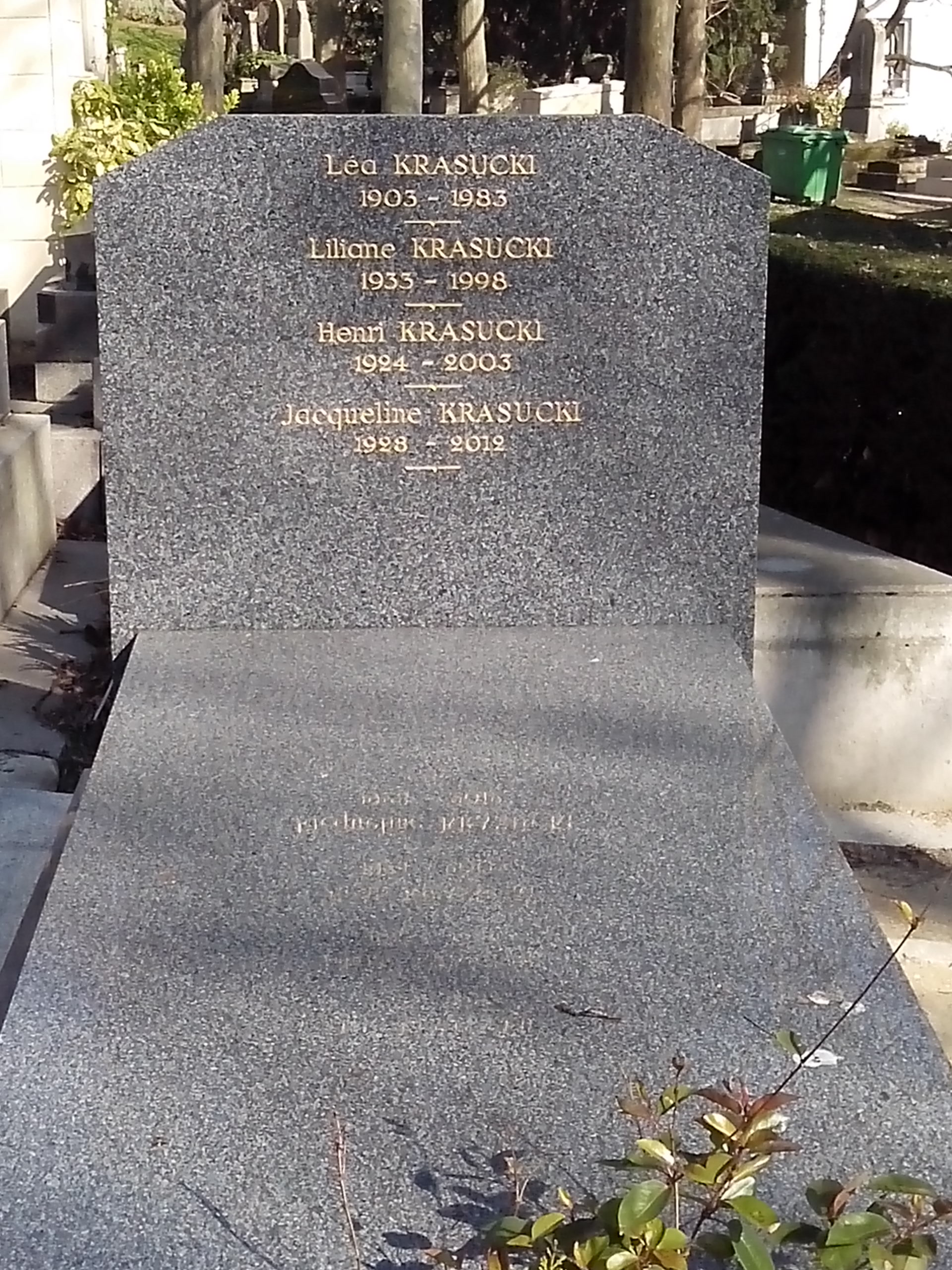
Grób Krasuckiego na Père-Lachaise w Paryżu.

Henri (Henryk) Krasucki (ur. 2 września 1924 w Wołominie, zm. 24 stycznia 2003) – uczestnik francuskiego ruchu oporu, francuski działacz związkowy pochodzenia żydowskiego.

## Młodość
Pochodził z żydowskiej rodziny robotniczej. Jego ojciec Izaak był robotnikiem i działaczem związkowym, który uciekł z Polski w czasach sanacyjnych i osiedlił się w paryskiej 20. dzielnicy, wstępując równocześnie do centrali związkowej Powszechna Konfederacja Pracy (fr. Confédération générale du travail, CGT) i do Francuskiej Partii Komunistycznej (FPK). Sam Henri od najmłodszych lat uczestniczył w spotkaniach organizowanych przez komunistów, na których poznał m.in. Pierre’a Georges’a, słynnego później „pułkownika Fabiana”.

## Ruch oporu
W kwietniu 1939 działalność FPK została oficjalnie zabroniona i Krasucki razem z ojcem zaangażowali się w organizowanie podziemnych jednostek ruchu oporu. Pracował w fabryce w Levallois i wstąpił do FTP-MOI, imigranckich jednostek komunistycznego ruchu oporu, pod koniec roku 1940. Początkowo odpowiedzialny jedynie za działania na terenie dzielnicy, stopniowo awansował w podziemnej hierarchii. W początku 1943 stracił ojca, który został zatrzymany w Drancy za udział w akcie sabotażu, wywieziony do niemieckiego obozu koncentracyjnego Auschwitz-Birkenau i zagazowany 13 lutego. Również jego brat Maurice został zabity w czasie ataku na oddział Wehrmachtu. Krasucki, działający pod pseudonimem Bertrand, był już wtedy odpowiedzialny za rekrutację nowych ochotników do FTP w Paryżu i okolicach.
23 marca 1943 został aresztowany w swoim własnym domu. Torturowany przez sześć tygodni, nie załamał się. Został uwięziony w całkowitym odosobnieniu we Fresnes, a następnie dołączony do transportu deportacyjnego Żydów wyruszającego z Drancy. Łącznie 1002 osoby zostały wywiezione do Auschwitz-Birkenau. W podobozie Jawischowitz zmuszano ich do pracy w kopalni, 16 godzin na dobę. W styczniu 1945 razem z resztką ocalałych Krasucki brał udział w „marszu śmierci” do obozu w Buchenwaldzie.

## Związkowiec
W 1947 Krasucki naturalizował się. Po II wojnie światowej zasiadał we władzach FPK (w komitecie centralnym od 1956), skupiał się jednak na działalności związkowej. Od 1949 pełnił funkcję sekretarza centrali CGT w departamencie Seine, od 1961 był redaktorem naczelnym gazety „Voix Ouvrière” („Głos Robotniczy”). Znany jako „Krasu”, w 1964 został przyjęty do Biura Politycznego FPK. W 1968 był jednym z głównych architektów porozumień z Grenelle.
W 1982 po raz drugi starał się o funkcję przewodniczącego CGT, tym razem z sukcesem. Stanowisko to pełnił do 1992. W czasie jego kadencji, mimo przynależności Krasuckiego do FPK, CGT stopniowo oddalała się ideologicznie od pozycji partii. W latach 70. wielokrotnie angażował się w politykę kraju, walcząc o wprowadzenie ustaw przeciwko bezrobociu i o regulację zasad szkolenia zawodowego.
Do 1996 zasiadał w Biurze Politycznym FPK. Na jego pogrzebie oddali mu hołd zarówno przewodnicząca partii Marie-George Buffet, jak i prezydent Francji Jacques Chirac. Został pochowany na cmentarzu Père-Lachaise razem ze swoją matką i siostrą. Od 2005 jego imieniem nazwany został plac w 20. dzielnicy Paryża.